# Piozzano
Piozzano is een gemeente in de Italiaanse provincie Piacenza (regio Emilia-Romagna) en telt 714 inwoners (31-12-2004). De oppervlakte bedraagt 43,5 km², de bevolkingsdichtheid is 17 inwoners per km².
De volgende frazioni maken deel uit van de gemeente: Groppo Arcelli, Vidiano Soprano, Pomaro, San Gabriele, San Nazaro, Monteventano, Montecanino, Canova.

## Demografie
Piozzano telt ongeveer 335 huishoudens. Het aantal inwoners daalde in de periode 1991-2001 met 7,2% volgens cijfers uit de tienjaarlijkse volkstellingen van ISTAT.
| Jaar | Inwoneraantal |
| ---- | ------------- |
| 1991 | 750           |
| 2001 | 696           |

## Geografie
De gemeente ligt op ongeveer 222 meter boven zeeniveau.
Piozzano grenst aan de volgende gemeenten: Agazzano, Alta Val Tidone, Bobbio, Gazzola, Pianello Val Tidone, Travo.